# Canadien junior de Verdun
Die Canadien junior de Verdun (englisch: Verdun Junior Canadiens) waren eine kanadische Eishockeymannschaft aus Verdun, Québec. Das Team spielte von 1984 bis 1989 in einer der drei höchsten kanadischen Junioren-Eishockeyligen, der Québec Major Junior Hockey League (QMJHL).

## Geschichte
Die Junior de Verdun aus der Québec Major Junior Hockey League wurden 1984 das Farmteam der Montréal Canadiens, woraufhin sie in Canadien junior de Verdun umbenannt wurden. Ihren größten Erfolg erzielte die Mannschaft in ihrer Premieren-Saison 1984/85, in der sie zunächst die Lebel Division gewannen und nach Siegen in den Playoffs über die Olympiques de Hull und die Cataractes de Shawinigan in den Finalspielen um die Coupe du Président die Saguenéens de Chicoutimi in der Best-of-Seven-Serie mit einem Sweep schlugen. Als Meister der QMJHL qualifizierte sich das Team für das Finalturnier um die Meisterschaft der Canadian Hockey League, den Memorial Cup, in dem sie bereits in der Gruppenphase ausschieden.
An diesen Erfolg konnte Verdun in der Folgezeit nicht mehr anschließen. Nachdem in der Saison 1985/86 zumindest noch als Division-Zweiter die Playoffs erreicht wurden, die Mannschaft jedoch bereits in der ersten Runde mit 0:5 Siegen an den Castors de Saint-Jean scheiterte, schloss sie die folgenden beiden Spielzeiten auf dem fünften und somit letzten Platz der Lebel Division ab. In der Saison 1988/89 beendeten die Canadien junior die Spielzeit auf dem elften und somit letzten Platz der QMJHL, woraufhin das Franchise nach Saint-Hyacinthe, Québec, umgesiedelt wurde, wo es anschließend unter dem Namen Laser de Saint-Hyacinthe am Spielbetrieb der QMJHL teilnahm.

## Saisonstatistik
Abkürzungen: GP = Spiele, W = Siege, L = Niederlagen, T = Unentschieden, OTL = Niederlagen nach Overtime SOL = Niederlagen nach Shootout, Pts = Punkte, GF = Erzielte Tore, GA = Gegentore, PIM = Strafminuten
| Saison  | GP | W  | L  | T | OTL | SOL | Pts | GF  | GA  | Platz      | Playoffs                       |
| 1984–85 | 68 | 36 | 30 | 2 | —   | —   | 77  | 366 | 319 | 1., Lebel  | Coupe du Président             |
| 1985–86 | 72 | 38 | 31 | 3 | —   | —   | 79  | 358 | 364 | 2., Lebel  | Niederlage in der ersten Runde |
| 1986–87 | 70 | 14 | 55 | 1 | —   | —   | 29  | 299 | 520 | 5., Lebel  | nicht qualifiziert             |
| 1987–88 | 70 | 19 | 47 | 4 | —   | —   | 42  | 285 | 428 | 5., Lebel  | nicht qualifiziert             |
| 1988–89 | 70 | 12 | 56 | 2 | —   | —   | 26  | 231 | 387 | 11., QMJHL | nicht qualifiziert             |

## Ehemalige Spieler
Folgende Spieler, die für die Canadien junior de Verdun aktiv waren, spielten im Laufe ihrer Karriere in der National Hockey League:
| - Jean-Claude Bergeron - Jimmy Carson - Éric Charron - Denis Chassé | - Gerry Fleming - Claude Lemieux - Shane MacEachern - Daniel Marois | - Andrew McKim - Everett Sanipass - Pierre Sévigny - Martin St. Amour |

## Team-Rekorde

### Karriererekorde
Spiele: 200  Andrew McKim
Tore: 114  Jimmy Carson
Assists: 155  Jimmy Carson
Punkte: 269   Jimmy Carson
Strafminuten: 579  Everett Sanipass